# Nikita Howarth
Nikita Howarth (ur. 24 grudnia 1998 w Hamilton) – nowozelandzka niepełnosprawna pływaczka.

## Życiorys
Nikita Howarth urodziła się 24 grudnia 1998 roku w Hamilton w Nowej Zelandii z obustronnym niedoborem kończyn górnych. Mieszka w pobliskiej miejscowości Cambridge i jest studentką Cambridge High School.
Jej debiut nastąpił w 2012 roku podczas Letnich Igrzysk Paraolimpijskich w Londynie, a także stała się najmłodszą w historii Nowej Zelandii zawodniczką w wieku 13 lat i 8 miesięcy. W 2013 roku Howarth zdobyła złoty i brązowy medal podczas Mistrzostw Świata IPC w pływaniu w Montrealu.